# Statue von Ludvig Holberg

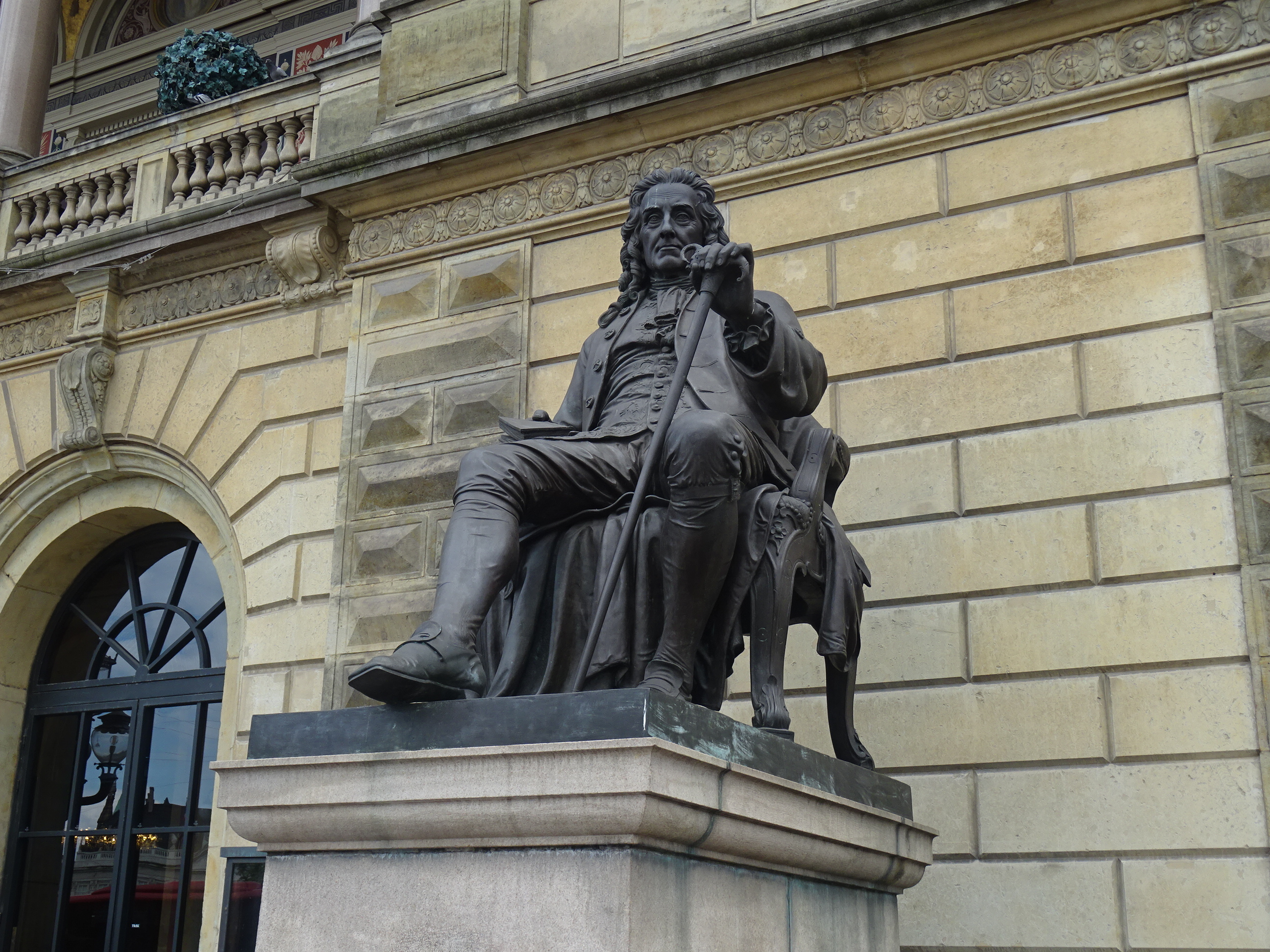
Statue von Ludvig Holberg, 2023

Die Statue von Ludvig Holberg von Theobald Stein befindet sich vor dem Haupteingang des Königlich Dänischen Theaters am Kongens Nytorv in Kopenhagen. Sie stellt Ludvig Holberg dar und wurde von Stein anlässlich der Einweihung des neuen Theatergebäudes im Jahr 1875 geschaffen. Flankiert wird sie von der Statue von Adam Oehlenschläger von Herman Wilhelm Bissen.

## Geschichte
1851 gewann Theobald Stein mit einer halbgroßen Porträtstatuette von Ludvig Holberg den De Neuhausenske Præmier. Anfang der 1870er Jahre erhielt Stein den Auftrag, eine kolossale Version dieses frühen Werks für das neue Königlich Dänische Theater am Kongens Nytorv zu schaffen. Zusammen mit der Statue Adam Oehlenschlägers von Herman Wilhelm Bissen aus dem Jahr 1861, die bis dahin auf dem Sankt Annæ Plads gestanden hatte, sollte sie den Haupteingang des neuen Theatergebäudes flankieren und die beiden Gründerväter des dänischen Theaters ehren. Da Bissen auch Oehlenschläger auf einem Stuhl sitzend mit einem Buch darstellte, sah Stein die Notwendigkeit, seine Holberg-Statue deutlicher davon abzusetzen. Auf Anraten von Wilhelm Marstrand fügte er der Komposition einen Spazierstock hinzu. Das neue Gebäude des Königlich Dänischen Theaters wurde am 15. Oktober 1874 eingeweiht, die Statue von Ludvig Holberg am 31. Oktober 1875. Zu diesem Anlass wurde ein Lied von Hans Peter Holst aufgeführt.
Im Sommer 2019 wurden die beiden Bronzefiguren restauriert, um den Grünspan zu entfernen und alle Details wieder sichtbar zu machen.

## Beschreibung
Die Bronzestatue Holbergs zeigt ihn in bequemer Haltung in einem Sessel zurückgelehnt, das rechte Bein ausgestreckt, in der einen Hand ein Buch, in der anderen seinen Spazierstock. Stein orientierte sich bei der Darstellung Holbergs an dem Porträtgemälde von Johan Roselius in der Sorø Akademi und an der Porträtbüste von Bertel Thorvaldsen aus dem Jahr 1839. Die Statue wurde beschrieben als „mit einem subtil satirischen Gesichtsausdruck, als beobachte er all die Jean de Frances und politischen Kesselflicker, die auf dem Platz an ihm vorbeiziehen“.

## Andere Versionen
Das originale Gipsmodell von Steins Porträtbüste (signiert „28. Februar 1850, original“) wurde von der Ny Carlsberg Glyptotek bei einer Versteigerung von Steins Nachlass am 2. April 1902 erworben. Eine Gipsversion von Steins Porträtstatuette aus dem Jahr 1851 wurde von der Königlichen Sammlung erworben und befindet sich heute in der Sammlung der Nationalgalerie von Dänemark.